# Deutsche Feldhandball-Meisterschaft 1960
Die Deutsche Feldhandball-Meisterschaft 1960 wurde in einem Endrundenturnier vom 25. September bis zum 16. Oktober 1960 ausgespielt. Das Turnier war die elfte vom DHB ausgerichtete Meisterschaftsrunde im Feldhandball der Männer. Das Endspiel fand am 16. Oktober 1960 vor 25.000 Zuschauern im Oberhausener Stadion Niederrhein statt.
Neuer Deutscher Meister wurde überraschend der TSV 1860 Ansbach, der das Endspiel gegen den Titelverteidiger TuS Lintfort knapp mit 10:9 für sich entscheiden konnte. Ansbach gewann damit zum ersten Mal in der Vereinsgeschichte den Feldhandball-Titel.

## Modus
16 Mannschaften traten in einem Ausscheidungsturnier im K.-o.-System mit Vorrunde (Achtelfinale), Zwischenrunde (Viertelfinale) und Halbfinale gegeneinander an, die Sieger des Halbfinales bestritten das Endspiel; Platzierungsspiele wurden nicht durchgeführt.
Die folgenden 15 Mannschaften hatten sich über die jeweiligen Regionalmeisterschaften direkt für die Vorrunde des Turniers qualifiziert:
Norddeutsche Meisterschaft:
1. VfL Wolfsburg
2. Büdelsdorfer TSV
3. THW Kiel
4. Polizei SV Hildesheim

Westdeutsche Meisterschaft:
1. Sportfreunde Hamborn 07

SV Bayer 04 Leverkusen
TuS Lintfort (Titelverteidiger)
VfL Gummersbach
Südwestdeutsche Meisterschaft:
1. TuS 04 Dansenberg
2. TV Hochdorf

Süddeutsche Meisterschaft:
1. TSV 1860 Ansbach

TC Frisch Auf Göppingen (Deutscher Handballmeister (Halle) 1960)
TSV Rot 05
TSV Zuffenhausen
Berliner Landes-/Regionalmeisterschaft:
1. Charlottenburger HC

Dazu kam als 16. Mannschaft der Drittplatzierte der Südwestdeutschen Regionalmeisterschaft, Kickers Offenbach, der sich gegen den Berliner Vizemeister Berliner SV 1892 in einem Qualifikationsspiel am 18. September 1960 mit 18:11 durchgesetzt hatte.
Die Spieldauer betrug 2 × 30 Minuten, bei Gleichstand nach regulärer Spielzeit wurde eine Verlängerung von 2 × 10 Minuten durchgeführt.

## Turnierverlauf
Abgesehen vom Finalerfolg des Süddeutschen Meisters hielt das Turnier keine Überraschungen bereit, die favorisierten Mannschaften setzten sich in ihren Vor- und Zwischenrunden-Spielen klar durch, und außer dem TuS Lintfort, dem in der ersten Runde ein Sieg in Hildesheim gelang, konnte keine der auswärts antretenden Mannschaften ihr Spiel gewinnen. Dies blieb auch so im Halbfinale: Der Norddeutsche Meister aus Wolfsburg konnte in Ansbach nicht gewinnen, und Frisch Auf Göppingen, der Hallenhandballmeister dieser Saison, schied in Lintfort aus.
Das Endspiel gewannen die Ansbacher, weil sie am Schluss die größere Kampfkraft zeigten. Mit dem Quartett der Geschwister Konrad Porzner, Heinz Porzner, Helmut Porzner und Erwin Porzner, der gleichzeitig Trainer der Mannschaft war, lag der Außenseiter gegen Lintfort durchgehend mit einem oder zwei Toren zurück, beim Spielstand von 5:8 in der 39. Minute schien das Spiel erwartungsgemäß für Lintfort entschieden. In den folgenden 20 Minuten aber spielte nur noch der Süddeutsche Meister, der weitere fünf Tore erzielte und sich auch nicht irritieren ließ, als Erwin Porzner beim Stand von 7:9 einen Strafwurf nicht verwandeln konnte.

### Vorrunde
25. September
TSV 1860 Ansbach – THW Kiel: 17:11
Polizei SV Hildesheim – TuS Lintfort: 14:18
VfL Wolfsburg – VfL Gummersbach: 19:15 (nach Verlängerung)
Charlottenburger HC – TSV Zuffenhausen: 18:15 (n. V.)
Sportfreunde Hamborn 07 – Kickers Offenbach: 14:11
TC Frisch Auf Göppingen – Büdelsdorfer TSV: 19:15
TuS 04 Dansenberg – TSV Rot 05: 14:11 (n. V.)
SV Bayer 04 Leverkusen – TV Hochdorf: 17:6

### Zwischenrunde
2. Oktober
TSV 1860 Ansbach – SV Bayer 04 Leverkusen: 17:6
TuS Lintfort – TuS 04 Dansenberg: 22:8
TC Frisch Auf Göppingen – Sportfreunde Hamborn 07: 11:10
VfL Wolfsburg – Charlottenburger HC: 17:8

### Halbfinale
9. Oktober
TSV 1860 Ansbach – VfL Wolfsburg: 10:8
TuS Lintfort – TC Frisch Auf Göppingen: 10:9

### Endspiel
16. Oktober
TSV 1860 Ansbach – TuS Lintfort: 10:9 (Halbzeit: 4:5)